# Bhungroo
 (novembre 2022).
La mise en forme du texte ne suit pas les recommandations de Wikipédia : il faut le « wikifier ».
Les points d'amélioration suivants sont les cas les plus fréquents. Le détail des points à revoir est peut-être précisé sur la page de discussion.
- Les titres sont pré-formatés par le logiciel. Ils ne sont ni en capitales, ni en gras.
- Le texte ne doit pas être écrit en capitales (les noms de famille non plus), ni en gras, ni en italique, ni en « petit »…
- Le gras n'est utilisé que pour surligner le titre de l'article dans l'introduction, une seule fois.
- L'italique est rarement utilisé : mots en langue étrangère, titres d'œuvres, noms de bateaux, etc.
- Les citations ne sont pas en italique mais en corps de texte normal. Elles sont entourées par des guillemets français : « et ».
- Les listes à puces sont à éviter, des paragraphes rédigés étant largement préférés. Les tableaux sont à réserver à la présentation de données structurées (résultats, etc.).
- Les appels de note de bas de page (petits chiffres en exposant, introduits par l'outil «  Source ») sont à placer entre la fin de phrase et le point final[comme ça].
- Les liens internes (vers d'autres articles de Wikipédia) sont à choisir avec parcimonie. Créez des liens vers des articles approfondissant le sujet. Les termes génériques sans rapport avec le sujet sont à éviter, ainsi que les répétitions de liens vers un même terme.
- Les liens externes sont à placer uniquement dans une section « Liens externes », à la fin de l'article. Ces liens sont à choisir avec parcimonie suivant les règles définies. Si un lien sert de source à l'article, son insertion dans le texte est à faire par les notes de bas de page.
- La présentation des références doit suivre les conventions bibliographiques. Il est recommandé d'utiliser les modèles {{Ouvrage}}, {{Chapitre}}, {{Article}}, {{Lien web}} et/ou {{Bibliographie}}. Le mode d'édition visuel peut mettre en forme automatiquement les références.
- Insérer une infobox (cadre d'informations à droite) n'est pas obligatoire pour parachever la mise en page.

Pour une aide détaillée, merci de consulter Aide:Wikification.
Si vous pensez que ces points ont été résolus, vous pouvez retirer ce bandeau et améliorer la mise en forme d'un autre article.
Le bhungroo (« paille » en gujarati) est une technique innovante de collecte de l'eau pour l'irrigation introduite en Inde. Cela permet de libérer l'excès d'eau de certaines terres agricoles lors des moussons en enfouissant l'excès d'eau de pluie sous terre en profondeur, tout en rendant les terres accessibles à l'agriculture.
L'eau ainsi enfouie en profondeur pourra être puisée de nouveau lors des saisons sèches. Il s'agit d'une pratique inventée en 2007 par des femmes agricultrices et non-ingénieures, à 120 km d’Ahmedabad, grande ville de l'état du Gujarat, au nord-ouest de l’Inde.

## Principe
Des études géologiques préliminaires sont nécessaires pour déterminer la faisabilité du projet au cas par cas. La configuration recherchée est généralement du type (en allant du moins profond vers le plus profond) sol, couche rocheuse, puis couche meuble terre-sable vers 12 à 18 mètres de profondeur. Lorsque la configuration s'y prête, un tuyau est alors inséré verticalement au milieu de la zone inondée entre la surface et la couche meuble, où le trop-plein d’eau peut être déversé et stocké. Pour le pompage en saison sèche, un tuyau plus fin est inséré dans le tuyau principal de déversement, avec un filtre pour ne remonter que l'eau et pas les parties solides. L'installation d'un bhungroo permet l'irrigation de 8 à 10 hectares. Chaque unité coûte de l'ordre de 2800 euros.

## Avantages
Cette technique apporte les bénéfices suivants :
- l'eau stockée pendant la saison des pluies dans des couches de sols non saturées peut être pompée pour l'agriculture en saison sèche, ce qui permet aux agriculteurs d'avoir une agriculture à deux voire trois récoltes par an[1],[2],[3]

- dans les zones agricoles situées près de la mer, cela permet la réduction de la salinité des sols car le sel passe en profondeur et se dilue dans la nappe[3]

- le rendement agricole est alors nettement amélioré, d'où des retombées positives en cascade : meilleur niveau de vie des populations locales, possible sortie de l'endettement, rachat des parcelles agricoles, meilleure éducation des enfants, moindre exode rural vers les grandes villes déjà surpeuplées…[3]

## Inconvénients
Cette technique présente les inconvénients suivants :
- il existe un risque important de pollution de la nappe souterraine si le déversement direct d'eau de ruissellement injecte une proportion trop importante d'engrais et de pesticides résiduels en cas d'agriculture locale basée sur ce type d'intrants. Cela peut conduire à la contamination difficilement réversible d'aquifères souterrains.
- les produits chimiques agricoles contenant de l'urée peuvent également modifier le pH de l'eau souterraine et polluer l'eau
- il n'est pas possible d'installer ce type de système de collecte et d'irrigation partout. C'est en particulier plus difficile dans les zones en pente, dans les régions montagneuses[3]...

## Lien avec le changement social
Cette pratique est restée le plus souvent mise en œuvre par des femmes sur la période 2007-2022. En Inde, dans les régions où la technique est mise en œuvre, l'enseignement de la technique sur cette période s'est transmise entre femmes. Dans la région d'origine de cette technique dans l'état du Gujarat en Inde, la solidarité entre femmes a augmenté, et ceci combiné à l'acquisition d'un savoir-faire technique utile voire critique par les femmes, a permis de faire baisser la violence domestique.   

## Exportation du savoir-faire
Le déploiement de cette technologie se fait via une entreprise, qui est alors exportatrice de son savoir-faire. Des unités ont ainsi été installées au Vietnam, Bangladesh, Ghana et Rwanda, au total 4 600 unités sur la période 2007-2022, bénéficiant à environ 125 000 personnes. Le déploiement est prévu vers d'autres pays d'Afrique et du sud-est asiatique. Une limitation à l'export vient du fait que l'entreprise passe exclusivement par des communautés de femmes. Il faut alors trouver un partenaire local qui accepte ce type de démarche du point de vue organisation sociale.    

## Reconnaissance internationale
Pour cette invention étonnante de simplicité par rapport au service rendu, plusieurs prix ont été décernés, notamment en 2018 celui de la Constitution des femmes et du genre. 